# Michel Sardaby
Michel Sardaby (* 4. September 1935 in Fort-de-France, Martinique; † 6. Dezember 2023 in Paris) war ein französischer Jazz-Pianist und Komponist.

## Leben und Wirken
Michel Sardaby lernte als Fünfjähriger Klavier und spielte schon als Kind in der Gaststätte seines Vaters in Fort-de-France. Er studierte später in Paris an der École Boulle, wo er 1956 ein Diplom erwarb; danach arbeitete er in Frankreich als professioneller Jazzpianist, in den 1960er Jahren zunächst mit Bluesmusikern wie Sonny Boy Williamson oder T-Bone Walker.
Im Oktober 1967 nahm er in Paris im amerikanischen Kulturzentrum sein Debütalbum auf, Five Cat’s Blues, welches unter Kennern einen
Legendären Ruf genießt, insbesondere auch in Japan. Begleitet wurde er von Musikern aus Frankreich, Alain Hatot auf dem Saxofon, Pierre Dutour Trompete, Henri Tischitz Bass und Michel Denis, Schlagzeug. Es wurde erst 1969 auf dem Label President veröffentlicht.
1970 entstand in Paris sein zweites Album Night Cap mit Original-Kompositionen des Pianisten und einer Interpretation von Duke Ellingtons „Satin Doll“; seine Begleiter waren Percy Heath und Connie Kay. 1974 entstand das Album Gail, an dem der Bassist Richard Davis und der Schlagzeuger Billy Hart mitwirkten; Sardaby spielte auf dem Album sowohl akustisches als auch Fender-Rhodes-Piano. Für das Album wurde Sardaby 1976 mit dem Prix Boris Vian ausgezeichnet.
1985 bildete er ein Duo mit Monty Alexander (Caribbean Duet). Ab den 1990er Jahren nahm Sardaby eine Reihe von Alben für das Label Sound Hills ein; so entstand 1992 in Quintett-Besetzung u. a mit Ralph Moore das Album Straight On. In den 2000er Jahren nahm er noch At Home – A Tribute to My Father (mit Ray Drummond, Winard Harper) und Night in Paris (mit Reggie Johnson, John Betsch) auf. Letzte Aufnahmen entstanden 2011 mit Hassan Ash Shakur (Bass) und Alvin Queen (Schlagzeug).
Sardaby spielte im Laufe seiner Karriere außerdem mit in Paris gastierenden US-amerikanischen Musikern wie Kenny Clarke, Dexter Gordon, Dizzy Gillespie, Bill Coleman, Johnny Griffin, Clark Terry, Dee Dee Bridgewater, Art Farmer und Philly Joe Jones. Nach Ansicht der Autoren Richard Cook und Brian Morton ist Sardabys Spiel von John Lewis und Martial Solal beeinflusst.

## Diskographische Hinweise
- Five Cat’s Blues (President 1969)
- Night Cap (Sound Hills, 1970)
- Gail (1974)
- Night Blossom (DIW Records, 1990)
- Straight On (Sound Hills, 1993) mit Tony Reedus
- Michel Sardaby in New York (Sound Hilla, 2003)